# ラハッ・ダトゥ空港
ラハッ・ダトゥ空港 (ラハッ・ダトゥくこう、マレー語: Lapangan Terbang Lahad Datu)とは、マレーシアのサバ州ラハダトゥにある空港である。

## 概要
ラハダトゥ中心部から北へ約1kmに位置する。
- 航空管制：マレーシア民間航空局
- 運用時間 (MST) ：8:00 - 17:00
- ILS：なし

## 就航航空会社と就航都市

### 国内線
| 航空会社 | 就航地                               |
| -------- | ------------------------------------ |
| MASwings | コタキナバル国際空港（コタキナバル） |

## 市内へのアクセス
空港はラハダトゥの市街地に隣接しており、徒歩で町の中心部まで移動可能。

## 新空港の計画
現在の空港設備は、Aviation Certification and Interoperability Office (ACIO)の国際基準を満たしておらず、ラハダトゥから東に25kmのSilabukanに新空港を建設する計画がある。